# Hartmut Reich

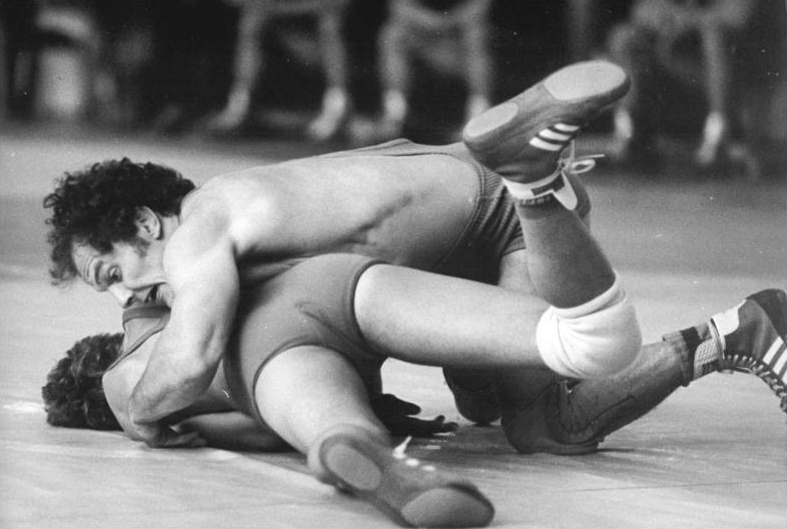
Hartmut Reich in Vorbereitung auf die Weltmeisterschaft 1982

Hartmut Reich (* 7. Mai 1956 in Apolda) ist ein ehemaliger deutscher Ringer, Welt- und Europameister im freien Stil im Fliegengewicht.

## Werdegang
Hartmut Reich wuchs in Apolda auf und begann dort 1964 mit dem Ringen. Sein erster Trainer war Benno Fritsche. Später wechselte Hartmut zum Sportclub Motor Jena und wurde dort hauptsächlich von Joachim Raupach betreut.
Im Jahr 1974 belegte Hartmut Reich bei der DDR-Meisterschaft im Fliegengewicht den 2. Platz hinter seinem damals dominierenden Vereinskollegen Jürgen Möbius. 1976 wurde Reich erstmals DDR-Meister im Fliegengewicht im freien Stil, dem Stil, den er ausschließlich rang. 1976 wurde er erstmals bei einer internationalen Meisterschaft, der Europameisterschaft in Leningrad, eingesetzt. Mit dem Gewinn der Bronzemedaille im Fliegengewicht feierte Reich dort seinen Einstand. Wegen einer Verletzung konnte Hartmut vom DDR-Verband nicht zu den Olympischen Spielen nach Montreal entsandt werden. 
Bei der Europameisterschaft 1977 im türkischen Bursa war Hartmut Reich wieder dabei und feierte dort seinen ersten großen internationalen Erfolg. Er wurde mit vier Siegen Europameister im Fliegengewicht. Auch bei der Weltmeisterschaft des gleichen Jahres in Lausanne hielt sich Reich ganz hervorragend. Ihm gelangen fünf Siege. Lediglich gegen den Polen Władysław Stecyk und den überragenden Olympiasieger von 1976 Yūji Takada aus Japan unterlag er und gewann die Bronzemedaille.
1978 verpasste Hartmut Reich bei der Europameisterschaft in Oslo knapp eine Medaille, wurde aber bei der Weltmeisterschaft in Mexiko-Stadt Vizeweltmeister. Ihm gelang dabei ein sensationeller Sieg über den Olympiasieger und dreifachen Weltmeister Yuji Takada.
Auch das Jahr 1979 verlief für Reich sehr erfolgreich. Er wurde in Bukarest mit vier Siegen Vizeeuropameister, wobei er sich nur dem sowjetischen Newcomer Yarugi Schagajew geschlagen geben musste. Bei der Weltmeisterschaft in San Diego gewann er in diesem Jahr die Bronzemedaille. Er verlor die Revanche gegen Yoji Takada und außerdem gegen den US-Amerikaner James Haines.
Bei den Olympischen Spielen 1980 in Moskau war Reich in keiner guten Form, gewann nur einen Kampf und landete auf dem 8. Platz. Dafür feierte er 1981 und 1982 noch einmal große Erfolge. Zunächst wurde er 1981 in Łódź wieder Europameister und in Skopje Vizeweltmeister und dann wurde er 1982 in Edmonton gar Weltmeister. Dies war der größte Erfolg in der Laufbahn von Hartmut Reich.
In diesen Jahren gelangen ihm u. a. Siege über Walentin Jordanow aus Bulgarien, Yarugi Schagajew, Osman Efandiew aus der UdSSR und Wladyslaw Stecyk aus Polen.
Nach 1982 gelangen Hartmut Reich bei den internationalen Meisterschaften keine Medaillengewinne mehr. Er erreichte aber noch viermal den undankbaren 4. Platz. An den Olympischen Spielen 1984 in Los Angeles konnte er wegen des Boykotts dieser Spiele durch die DDR nicht teilnehmen. Im Jahr 1988, als er die Teilnahme an den Olympischen Spielen in Seoul noch einmal versuchte, konnte er sich nicht mehr qualifizieren. So kam es, dass einer der besten Fliegengewichtsringer im freien Stil, der fast zehn Jahre lang zur Weltspitze gehörte, ohne olympische Medaille blieb.
Nach seiner aktiven Zeit als Ringer absolvierte Hartmut Reich eine Trainerausbildung und ist jetzt beim Deutschen Ringer-Bund als Trainer beschäftigt.

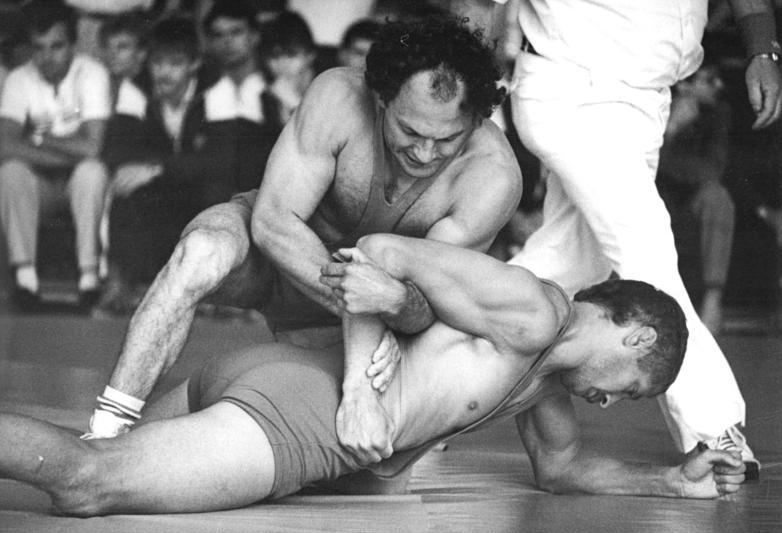
Hartmut Reich beim Gewinn der DDR-Freistilmeisterschaft, 1988

## Erfolge

### Internationale Erfolge
(OS = Olympische Spiele, WM = Weltmeisterschaft, EM = Europameisterschaft, F = freier Stil, Fl = Fliegengewicht, Ba = Bantamgewicht, bis 52 kg bzw. 57 kg Körpergewicht)
- 1976, 3. Platz, EM in Leningrad, F, Fl, mit Siegen über Fritz Niebler, BRD, Kauko Naavala, Schweden, Ognjan Nikolow, Bulgarien u. Ion Arapu, Rumänien u. Niederlagen gegen Arsen Alachwerdiew, UdSSR u. Henryk Gál, Ungarn;

- 1977, 2. Platz, Großer Preis der BRD in Freiburg im Breisgau, F, Fl, hinter Władysław Stecyk, Polen u. vor Mario Sabattini, BRD;

- 1977, 1. Platz, EM in Bursa, F, Fl, mit Siegen über Jean Schattemann, Frankreich, Dimitar Filipow, Bulgarien, Alexander Nikolajewitsch Iwanow, UdSSR u. Wladyslaw Stecyk;

- 1977, 3. Platz, WM in Lausanne, F, Fl, mit Siegen über Fritz Niebler, Kamil Özdag, Türkei, Juan Carlos Rodriguez, Kuba, Ghadir Nakodchi, Iran u. Nermedin Selimanow, Bulgarien u. Niederlagen gegen Wladyslaw Stecyk u. Yūji Takada, Japan;

- 1978, 4. Platz, EM in Oslo, F, Fl mit Siegen über Michal Kapolka, CSSR u. Ion Arapu u. Niederlagen gegen Nermedin Selimow u. Wladyslaw Stecyk;

- 1978, 2. Platz, WM in Mexiko-Stadt, F, Fl, mit Siegen über Ray Takahashi, Kanada, Nermedin Selimow, James Haines, USA, Luis Ocana, Kuba u. Yuji Takada u. einer Niederlage gegen Anatoli Beloglasow, UdSSR;

- 1979, 2. Platz, EM in Bukarest, F, Fl. mit Siegen über Efremow Koce, Jugoslawien, Fritz Niebler, Aslan Seyhanlı, Türkei u. Andrzej Kudelski, Polen u. einer Niederlage gegen Yarugi Schagajew, UdSSR;

- 1979, 3. Platz, WM in San Diego, F, Fl, mit Siegen über Luis Ocana, Gombyn Chischigbaatar, Mongolei, Wladyslaw Stecyk u. Lajos Szabó, Ungarn u. Niederlagen gegen Yuji Takada u. Jim Haines;

- 1980, 3. Platz, Großer Preis der BRD in Freiburg, F, Fl. hinter Anatoli Beloglasow u. Wladyslaw Stecyk u. vor Ray Takahashi;

- 1980, 8. Platz, OS in Moskau, F, Fl, mit einem Sieg über Ahmad Daroui, Syrien u. Niederlagen gegen Anatoli Beloglasow u. Nandsadyn Bürgedaa, Mongolei;

- 1981, 2. Platz, Großer Preis der BRD in Freiburg, F, Fl, hinter Wladyslaw Stecyk u. vor Ashok Sanojan, UdSSR, Ray Takahashi u. Lajos Szabó;

- 1981, 1. Platz, EM in Łódź, F, Fl, mit Siegen über Yarugi Schagajew, Walentin Jordanow, Bulgarien, Wladyslaw Stecyk u. Lajos Szabó;

- 1981, 2. Platz, WM in Skoplje, F, Fl, mit Siegen über Valentin Dimitrow, Bulgarien, An Sung-Mium, Südkorea, Yarugi Schagajew, Nandsadyn Bürgedaa u. Joe Gonzales, USA u. einer Niederlage gegen Tochio Asakura, Japan;

- 1981, 4. Platz, EM in Warna, F, Fl, hinter Valentin Jordanow, Lajos Szabó u. Osman Efendiew, UdSSR u. vor Aslan Seyhanlı, Türkei u. Michal Kapolka;

- 1982, 1. Platz, WM in Edmonton, F, Fl, vor Osman Efendiew, Joe Gonzales, Young Kyu-Kim, Südkorea, Aslan Seyhanlı u. Admir Teherani, Iran;

- 1983, 4. Platz, WM in Kiew, F, Fl, hinter Walentin Jordanow, Tochio Asakura, Japan u. Anatoli Beloglasow u. vor Aslan Seyhanlı u. Lee Chor, Südkorea;

- 1985, 4. Platz, EM in Leipzig, F, Fl, mit Siegen über Lajos Szabó u. Aslan Seyhanlı u. Niederlagen gegen Walentin Jordanow u. Kirkesner, UdSSR;

- 1985, 6. Platz, WM in Budapest, F, Fl, hinter Valentin Jordanow, Michail Daibow, UdSSR, Mitsuru Satō, Japan, Joe Gonzales u. Nandsadyn Bürgedaa;

- 1986, 4. Platz, EM in Athen, F, Ba, hinter Georgi Kaltschew, Bulgarien, Ruslam Karajew, UdSSR u. Zsygmunt Kudelski, Polen u. vor Metin Kaplan, Türkei u. Sándor Németh, Ungarn;

- 1986, 4. Platz, WM in Budapest, F, Fl, hinter Kim Young-Sik, Nordkorea, Mitsuru Sato u. Walentin Jordanow u. vor Rho Kyung-Sun, Südkorea u. Wladimir Togusow, UdSSR;

- 1988, 7. Platz, EM in Manchester, F, Fl, hinter Valentin Jordanow, Wladimir Togusow, Šaban Trstena, Jugoslawien, Aslan Seyhanlı, Hincu Nicu, Rumänien u. Herbert Tutsch, BRD

### DDR-Meisterschaften
- 1974, 2. Platz, F, Fl, hinter Jürgen Möbius, SC Motor Jena u. vor Bernd Bobrich, SC Chemie Halle,
- 1976, 1. Platz, F, Fl, vor Thiel, ASK Vorwärts Frankfurt u. Rabe, SC Motor Jena,
- 1977, 2. Platz, F, Ba, hinter Bernd Bobrich u. vor Neid, SC Chemie Halle,
- 1979, 2. Platz, F, Ba, hinter Bernd Bobrich u. vor Spröte, SC Chemie Halle,
- 1980, 1. Platz, F, Ba, vor Tarangul, ASK Vorwärts Frankfurt u. Schreiter, SC Leipzig,
- 1981, 1. Platz, F, Ba, vor Thiel u. Quandt, SC Chemie Halle,
- 1984, 1. Platz, F, Ba, vor Pobeschinow, SC Motor Jena u. Zimmermann, SC Leipzig,
- 1985, 2. Platz, F, Ba, hinter Bernd Bobrich u. vor Tölle, SC Chemie Halle,
- 1988, 1. Platz, F, Ba, vor Tölle u. Marcos Keller, SG Dynamo Luckenwalde